# Marcílio da Silva Miguel
Marcílio da Silva Miguel (sinh ngày 10 tháng 8 năm 1995) là một cầu thủ bóng đá người Brasil.

## Sự nghiệp câu lạc bộ
Marcílio da Silva Miguel hiện đang chơi cho Renofa Yamaguchi FC.